# Finstere Gasse (Radebeul)
Die Finstere Gasse ist eine Innerortsstraße der sächsischen Stadt Radebeul, gelegen im Stadtteil Niederlößnitz. Die schmale, mittelalterliche Berggasse beginnt direkt am Fuß des Steilhangs der Lausitzer Verwerfung an der Oberen Bergstraße und durchquert den Aufstieg in nordnordwestlicher Richtung bis zum Höhenweg. Von dort verlängert sie sich im Stadtteil Kötzschenbroda-Oberort in nördlicher Richtung (51° 7′ 4″ N, 13° 38′ 32,8″ O), bis sie auf die Obere Burgstraße trifft.

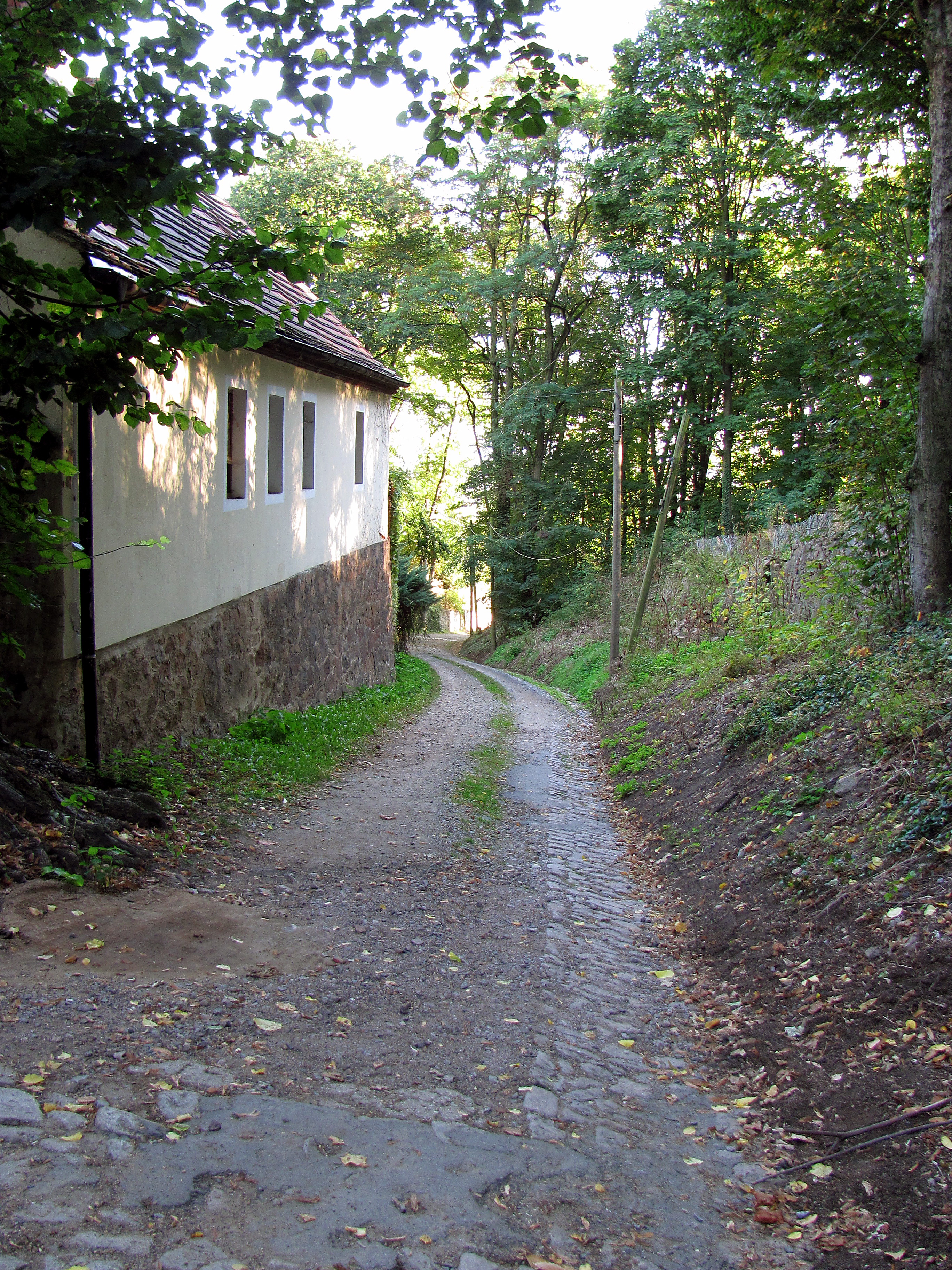
Finstere Gasse bei Nr. 4, Blick bergab nach Süden

## Ortslage und Bebauung

Koberscher Weinberg, Plan von 1714. Rechts die Finstere Gasse

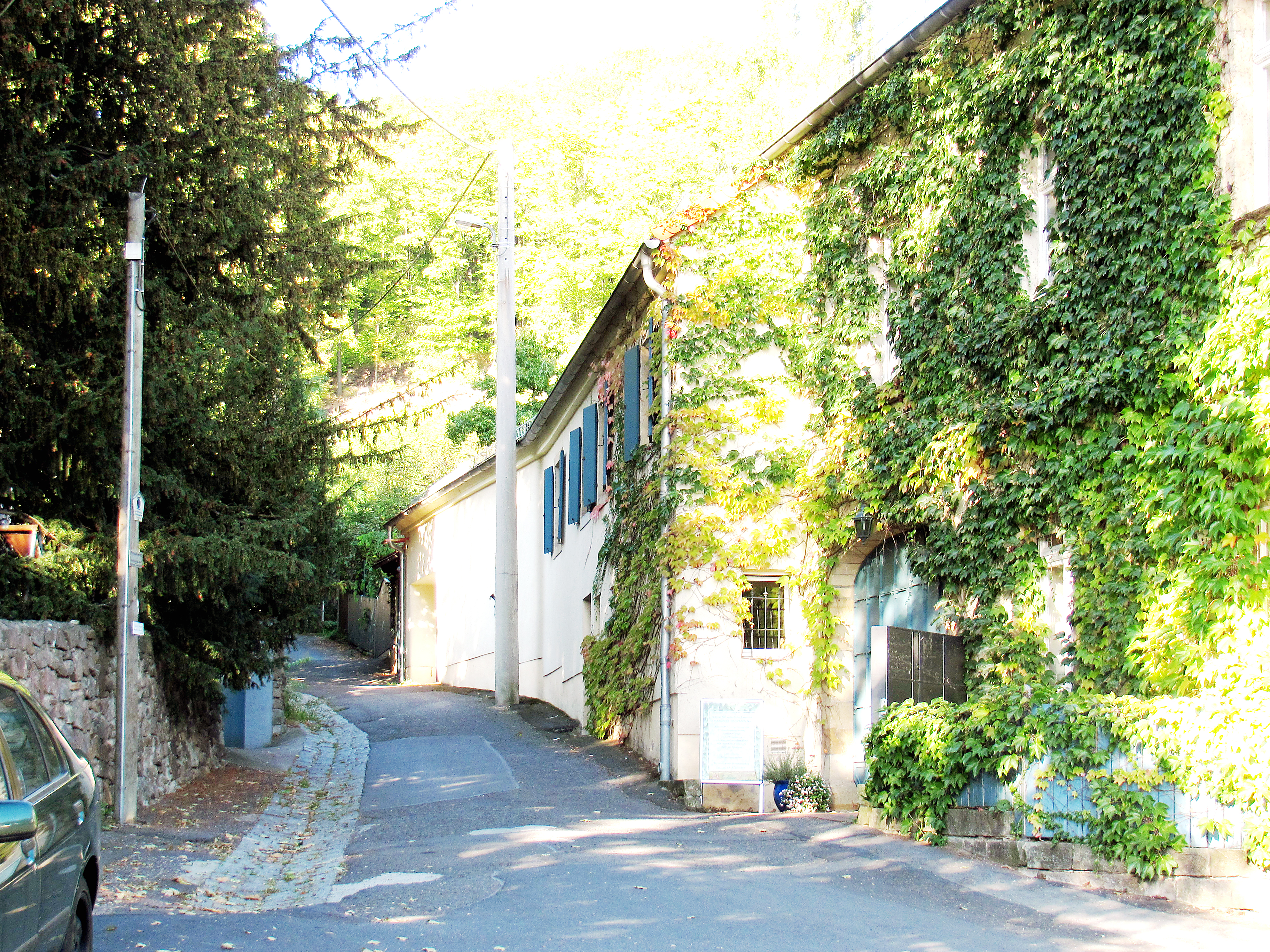
Beginn an der Finsteren Gasse 2

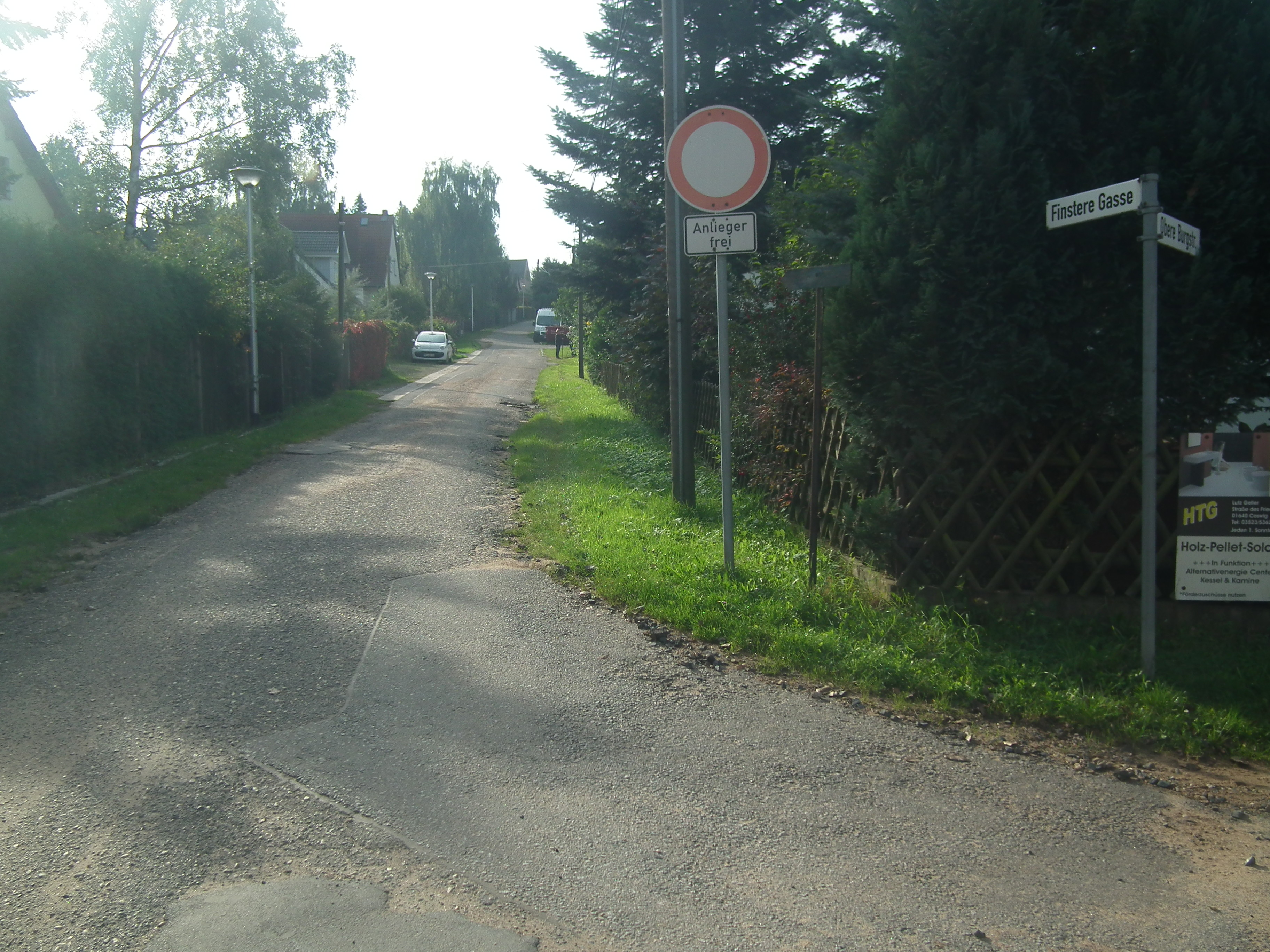
Finstere Gasse im Oberort

Die unten am Berg als Sackgasse ausgeschilderte, steile Berggasse liegt in der sächsischen Weingroßlage Lößnitz innerhalb der Einzellage Radebeuler Steinrücken, im Landschaftsschutzgebiet Lößnitz sowie im Denkmalschutzgebiet Historische Weinberglandschaft Radebeul. Sie steigt von etwa 143 m auf knapp 205 m ü. NHN an der Kreuzung mit dem Höhenweg.
Die Finstere Gasse ist die östliche Grenze des als Sachgesamtheit wie auch als Werk der Landschafts- und Gartengestaltung denkmalgeschützten Minckwitzschen Weinbergs. Der zwischen Oberer Bergstraße, Finsterer Gasse und Gemssteig gelegene Altenberg, eine vorherige Benennung, im Besitz von Hans Müntzmeister tauchte 1407 im Stadtbuch zu Dresden auf. 1412 verlehnte Markgraf Friedrich der Friedfertige die Weinberge Altenberg und Tasche an den Rat zu Dresden.
Am nördlichen Ende des Weinbergs liegt mit der Adresse Finstere Gasse 5 das 1933 von diesem abgetrennte Grundstück von Winzerhaus Erdmann, dem ehemaligen oberen Winzerhaus des Weinguts. Dieses wurde 1724 an Stelle eines Vorgängerbaus dort an der Finsteren Gasse errichtet.
Auf der rechten Seite der Gasse (die Benummerung fängt unten an der Oberen Bergstraße an) liegt direkt an der Oberen Bergstraße das denkmalgeschützte Anwesen Finstere Gasse 2. Der zugehörige Weinberg war bis 1573 in bischöflichem Besitz und wurde dann veräußert; in der Folgezeit trug er den Namen „zum schönen Knecht“. Auf halber Höhe liegen die ebenfalls denkmalgeschützten Gebäude des ehemaligen Weinguts Finstere Gasse 4.
Oben an der Hangkante findet sich dann neuzeitliche Bebauung.
Zu DDR-Zeiten stand die Finstere Gasse ab spätestens 1973 als Denkmal der Kulturgeschichte unter Denkmalschutz (Kategorie: Denkmalbereiche [Ensembles] und Straßenzüge). Nach der Wende wurde der Ensembleschutz der Straße aufgegeben, jedoch stehen heute die obengenannten Grundstücke als adressgenaue Kulturdenkmale unter Denkmalschutz (teilweise als Einzeldenkmale, der Minckwitzsche Weinberg mit Gebäuden als Sachgesamtheit sowie als Werk der Landschafts- und Gartengestaltung).

## Namensgebung
Der Name Finstere Gasse wurde bereits 1652 urkundlich erwähnt. Auch in den folgenden Jahrhunderten blieb der Name, lediglich leichte Abwandlungen wie im 19. Jahrhundert zu Finstergasse sind dokumentiert.
Ähnlich benamt wie die Finstere Gasse ist im Osten in Oberlößnitz der heutige Fiedlergrund, der im 16. Jahrhundert den Namen Finstergrund bzw. Finsterer Grund trug.

## Anlieger
Neben den zahlreichen Bewohnern des unter der Adresse Obere Bergstraße geführten Anwesens des Minckwitzschen Weinbergs wohnte der Kunsthistoriker Wolfgang Balzer in der Finsteren Gasse 2.
Zwischen 1878 und wohl 1913 wurde auf dem Anwesen der Nr. 4 die Sennhütte betrieben, ein Getränkeausschank inmitten der Lößnitzweinberge.